# Bandera de Móra d'Ebre
La bandera oficial de Móra d'Ebre té la següent descripció:
Bandera apaïsada, de proporcions dos d'alt per tres de llarg, blanca, amb una faixa ondada de mitja, tres i mitja crestes blau fosc, de gruix 1/14 de l'alçària del drap, posada a 1/7 de la vora inferior, i amb la morera verd fosc fruitada de porpra, de l'escut, d'amplària 8/21 de la del drap i d'alçària 17/28 de la del mateix drap, juxtaposada al centre de la vora superior de la faixa.
Va ser aprovada el 14 d'abril de 2010 i publicada en el DOGC el 3 de maig del mateix any amb el número 5620.